# Geraldo Bernardo da Silva
Geraldo Bernardo da Silva ( Minas Gerais, 20 de agosto de 1925 - 17 de julho de 1969) foi funcionário da Rede Ferroviária Federal durante dezenove anos e membro do Sindicato dos Ferroviários. Durante a ditadura militar brasileira, Geraldo teve sua casa invadida por policiais do Exército e foi detido na Vila Militar, em Deodoro, no Rio de Janeiro. Foi liberado, mas passou a apresentar sequelas psicológicas em decorrências aos abusos sofridos durante o período de detenção. No dia 17 de julho de 1969, Geraldo Bernardo da Silva suicidou-se ao pular da janela do décimo nono andar do edifício Central do Brasil, no Rio de Janeiro.
A morte de Geraldo Bernardo da Silva foi reconhecida como responsabilidade do Estado brasileiro pela Comissão Especial sobre Mortos e Desaparecidos Políticos, em novembro de 2006. O caso de Geraldo também foi investigado e incluído no relatório da Comissão Nacional da Verdade, em dezembro de 2014.

## Biografia
Filho de Erotilde Malta da Silva e João Ricardo da Silva, Geraldo Bernardo da Silva nasceu no dia 20 de agosto de 1925, em Minas Gerais. Trabalhou durante dezenove anos na Rede Ferroviária Federal, empresa estatal brasileira de transporte ferroviário extinta em janeiro de 2007. Durante esse período, foi membro do Sindicato dos Ferroviários. Ao lado da instituição, em 1963, participou das mobilizações em defesa das reformas de base. Reformas apoiadas pelo então presidente João Goulart, que incluíam propostas de mudança nos setores educacional, fiscal, político e agrário.
No campo pessoal, Geraldo foi casado com Iraci de Lima Silva com quem teve três filhos. Em 8 de julho de 1969, foi detido por policiais do Exército na casa em que morava com a família e levado para Vila Militar, em Deodoro, no Rio de Janeiro. Posteriormente, Geraldo foi solto, mas passou a apresentar problemas psicológicos e alterações emocionais devido às torturas sofrida durante a detenção. No dia 17 de julho de 1969, aos 44 anos, ele cometeu suicídio ao atirar-se do décimo nono andar do edifício da Central do Brasil, no Rio de Janeiro.

### Racismo na ditadura
A Comissão da Verdade do Estado de São Paulo cita Geraldo Bernardo da Silva como um dos negros mortos e desaparecidos durante a ditadura militar brasileira. A instituição e outros noticiários denunciam as atrocidades cometidas contra a população negra, que sofreu diversas formas de violação da dignidade no período.

## Circunstâncias da morte
No dia 8 de julho de 1969, Geraldo Bernardo da Silva teve sua casa invadida por policiais do Exército. Os militares revistaram a casa onde ele morava com a família e fizeram perguntas para sua mulher, Iraci de Lima Silva, e seus filhos. Em depoimento, os filhos de Geraldo afirmam que os militares perguntavam se ele havia queimado algum papel ou se a família havia o visto enterrando algum livro ou caderno. Nesse dia, Geraldo foi detido pelos militares e levado para a Vila Militar, em Deodoro, no Rio de Janeiro, onde ficou encarcerado por alguns dias e torturado pelos militares.
Após alguns dias, Geraldo foi solto e retornou para casa. Seus familiares passaram a notar alterações emocionais e mudanças no comportamento de Geraldo, assim como perturbações psicológicas. Com a persistência dos sintomas, a esposa de Geraldo, Iraci, e seu irmão decidiram levá-lo ao serviço médico da Rede Ferroviária Federal, que ficava localizado no décimo nono andar do edifício Central do Brasil, no Rio de Janeiro. Já no prédio, Geraldo se afastou da família para ir ao banheiro. Estranhando a demora do marido, Iraci resolveu verificar o que estava acontecendo e constatou que Geraldo havia cometido suicídio, atirando-se da janela do banheiro do décimo nono andar do edifício Central do Brasil.
Geraldo Bernardo da Silva se suicidou no dia 17 de julho de 1969, devido aos transtornos psicológicos causados pelas torturas cometidas pela polícia do Exército, durante sua detenção na Vila Militar, em Deodoro, no Rio de Janeiro. Geraldo atirou-se da janela do banheiro do décimo nono andar, no edifício da Central do Brasil. Os restos mortais de Geraldo Bernardo da Silva foram enterrados no Cemitério de Mesquita, no Rio de Janeiro.

## Investigações
No dia 9 de novembro de 2006, a Comissão Especial sobre Mortos e Desaparecidos Políticos (CEMDP), órgão vinculado ao Governo Federal do Brasil que tem como objetivo localizar e identificar os desaparecidos na Ditadura Militar, reconheceu o Estado brasileiro como responsável pela morte de Geraldo Bernardo da Silva, uma vez que seu suicídio foi cometido em decorrência das torturas realizadas pelos militares na época.  A decisão foi embasada no artigo quarto da Lei nº 10.875, que trata da morte de pessoas que tenham falecido ou se suicidado na iminência de serem presas ou em decorrência de sequelas psicológicas causadas pela tortura de agentes do governo.
O nome de Geraldo Bernardo da Silva foi citado no Dossiê ditadura: mortos e desaparecidos políticos no Brasil (1964-1985), organizado pela Comissão de Familiares de Mortos e Desaparecidos Políticos. A morte de Geraldo também consta no relatório final da Comissão Nacional da Verdade, colegiado instituído pelo governo brasileiro para investigar as violações aos direitos humanos ocorridas durante a ditadura militar. O relatório entregue no dia 10 de dezembro de 2014 para a então presidente Dilma Rousseff listou 434 pessoas mortas ou desaparecidas durante o período de 1964 até 1988.

## Conclusões e recomendações
A partir das investigações realizadas, a Comissão Nacional da Verdade concluiu que Geraldo Bernardo da Silva morreu em decorrência da ação de agentes do Estado brasileiro, em contexto de sistemáticas violações dos direitos humanos, durante a ditadura militar brasileira. Em relatório, a instituição recomendou a continuidade das investigações sobre as circunstâncias do caso para que seja possível identificar e responsabilizar os demais agentes envolvidos.

## Homenagens
No dia 25 de maio de 2013, foi inaugurado um monumento em homenagem à 58 mortos e desaparecidos durante a ditadura militar, no canteiro central da Avenida Afonso Pena, em Belo Horizonte, Minas Gerais. O nome de Geraldo Bernardo da Silva foi um dos homenageados pelo monumento, que fica situado em frente ao Departamento de Investigações Antidrogas, local que durante a ditadura abrigou o Departamento de Ordem Política e Social (Dops), órgão que tinha a função de disciplinar e garantir a ordem militar no país durante o período. A iniciativa foi realizada pela Comissão da Anistia do Ministério da Justiça, com o então prefeito Marcio Lacerda (PSB) e apoiadores da causa.